# Chōsokabe Kunichika
Chōsokabe Kunichika (長宗我部国親?   1504 – 1560) fue un poderoso daimyō (señor feudal) de la provincia de Tosa, Japón. Él era hijo de Chōsokabe Kanetsugu, y fue su sucesor como jefe del clan Chōsokabe. Su nombre de niño era Senyumaru (千熊丸).　
Después de que su padre Chōsokabe Kanetsugu fuera atacado por los señores locales y se suicidara en el castillo de Okō en 1508, Kunichika fue criado por el aristócrata Ichijō Fusaie en la provincia de Tosa. Kunichika dio a su tercer hijo Chikayasu en adopción al clan Kōsokabe en 1558. Luego, se reconcilió con el clan Motoya y reunió ambas fuerzas, derrotando el clan Motoyama en 1560. Fallecería al poco tiempo, y fue sucedido por su hijo, Chōsokabe Motochika.

## Familia
- Padre: Chōsokabe Kanetsugu[1]
- Esposa: Osachi no Kata
- Hijos:
  - Chōsokabe Motochika, casado con Osachi no Kata
  - Kira Chikasada (1541–1576)
  - Motoyama no Kata, casada con Motoyama Shigetoki
  - Kōsokabe Chikayasu (1543–1593)
  - Shima Chikamasu (falleció en 1571)
  - Hija casada con Ike Yorikazu
  - Oyo no Kata, casada con Hakawa Kiyomune